# Käserei Champignon Hofmeister
Koordinaten: 47° 46′ 42,8″ N, 10° 19′ 7,2″ O
Die Käserei Champignon Hofmeister GmbH & Co. KG ist die wesentliche operative Gesellschaft der unter dem Dach der Hofmeister Verwaltungs-GmbH konsolidierten Champignon-Hofmeister-Gruppe, einer deutschen Unternehmensgruppe der Milchwirtschaft. Der Hauptsitz ist in Heising, einem  Ortsteil von Lauben bei Kempten (Bayern). Das Hauptunternehmen, die Käserei Champignon, wurde 1908 von dem Käser Julius Hirschle und dem Käsehändler Leopold Immler gegründet.

## Geschichte
Das erste Markenprodukt der Milchwirtschaft in der alten Bundesrepublik Deutschland überhaupt war der Champignon-Camembert. 1961 übernahmen die Brüder Josef und Georg Hofmeister die Käserei. Die Gruppe ist bis heute in Familienbesitz. 1980 brachte das Unternehmen den Blauschimmelkäse Cambozola auf den Markt. Ein weiteres bekanntes Produkt ist der unter der Marke Rougette vertriebene Ofenkäse. 
Die Produkte werden in 55 Länder exportiert, der Exportanteil liegt bei 30 %. Jährlich werden heute etwa 440 Millionen Kilogramm Milch verarbeitet (Stand 2022).

### Tochtergesellschaften und Beteiligungen
Die Käserei Champignon Hofmeister GmbH & Co. KG ist die größte produzierende Gesellschaft der unter dem Dach der Hofmeister Verwaltungs-GmbH konsolidierten Unternehmensgruppe. Sie ist spezialisiert auf Weichkäse. Ihre Veterinärkontrollnummern lauten BY 102 und BY 129.
Weitere Unternehmen der Gruppe sind:
- Hofmeister Käsewerk GmbH & Co. KG, gegründet 1938 als Molkerei Moosburg, 1952 von der Familie Hofmeister übernommen, zwei Standorte in Ober- bzw. Niederbayern (Moosburg an der Isar und Pfeffenhausen), spezialisiert auf Schmelzkäse und Hartkäse. (Veterinärkontrollnummer: BY 711)
- Mang-Käsewerk GmbH & Co. KG, Kammlach (Unterallgäu), gegründet 1910, 1987[3] übernommen, spezialisiert auf Rotkulturkäse und in diesem Segment Marktführer in Deutschland. (Veterinärkontrollnummer: BY 709)
- Alpavit Käserei Champignon Hofmeister GmbH & Co. KG: die Produktion von Molkenerzeugnissen für die Pharma-, Süßwaren-, Babynahrungs- und sonstige Lebensmittelindustrie unter der Marke Alpavit ist ein eigenständiges Profitcenter, das 1989 gegründet wurde.

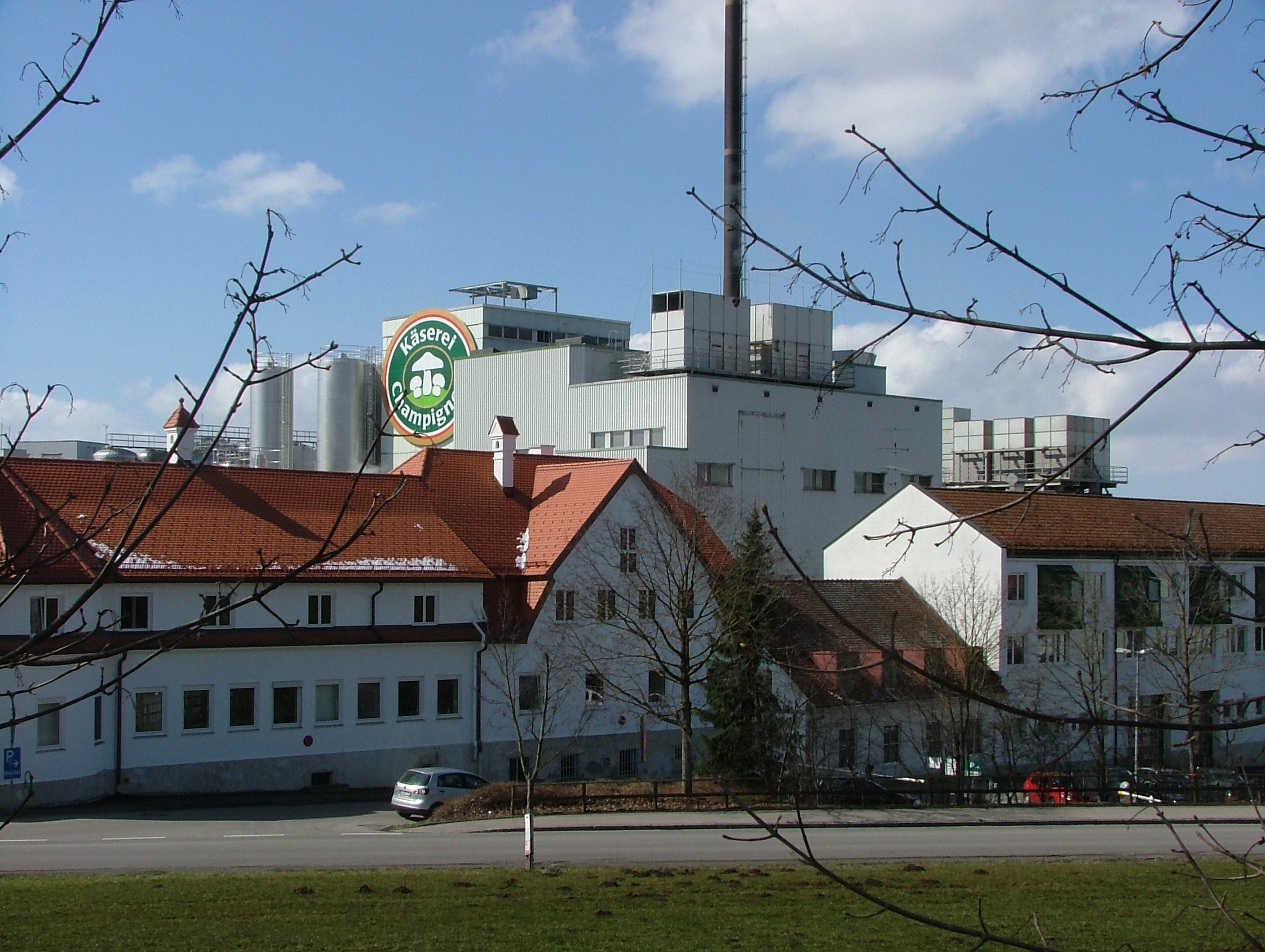
Blick auf das Werk der Käserei Champignon in Heising

Die Molkerei Hainichen-Freiberg GmbH & Co. KG in Freiberg ist ein Gemeinschaftsunternehmen zu je 50 % mit der Ehrmann AG. Sie ist auf die Herstellung von Camembert-Käse spezialisiert und in diesem Segment Marktführer in Sachsen.
Außerdem hält die Gruppe eine Minderheitsbeteiligung von 25 % an der heute vollständig privatisierten Molkerei Weihenstephan GmbH & Co. KG – der andere Gesellschafter ist die Molkerei Alois Müller GmbH & Co. KG („Müllermilch“).

### Marken
- Alpavit, Cambozola, Champignon Camembert, Champignon de luxe, Mirabo, Montagnolo, Rougette, Rougette Ofenkäse, St. Mang, Striegistaler Zwerge

## Auszeichnungen
- Anton-Fehr-Plakette, 1961
- Benno-Martine-Medaille, 1965
- World Cheese Award für Montagnolo Affiné, 2013[4]